# اس‌اس وسترالیا (۱۸۹۷)
اس‌اس وسترالیا (۱۸۹۷) (به انگلیسی: SS Westralia (1897)) یک کشتی بود که طول آن ۳۲۷ فوت (۱۰۰ متر) بود. این کشتی در سال ۱۸۹۷ ساخته شد.